# FDP Hamburg
Die FDP Hamburg ist der Landesverband der FDP im Bundesland Hamburg. Sie wurde am 20. September 1945 unter dem Namen Partei Freier Demokraten als erste liberale Landespartei in Westdeutschland gegründet. Sie gehörte von 1946 bis 1978, von 1987 bis 1993, von 2001 bis 2004 und von 2011 bis 2025 der Hamburgischen Bürgerschaft an.

## Geschichte

### Liberalismus in Hamburg vor 1918: Die Vereinigten Liberalen

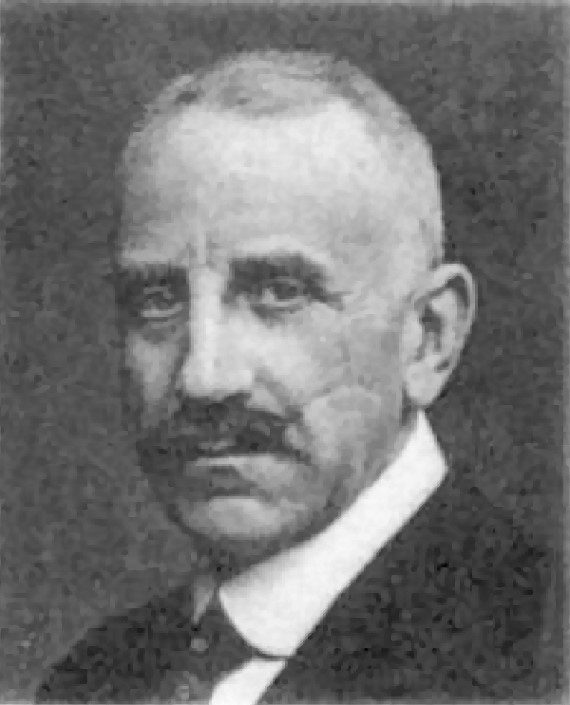
Carl Wilhelm Petersen (1920 oder früher)

In Hamburg, wie in allen anderen Gebieten des Deutschen Reiches, waren sämtliche Spielarten des Liberalismus – von den linksliberalen Demokraten bis zu den Nationalliberalen – vertreten. Was Hamburg und die übrigen Hansestädte vom Reich unterschied, war das Fehlen der agrarisch-konservativen Konkurrenz. In allen drei traditionellen Fraktionen der Hamburgischen Bürgerschaft fanden sich vorwiegend Abgeordnete, die sich selbst dem liberalen Spektrum zuordneten. Dabei waren diese Fraktionen keine politischen Richtungsverbände, sondern berufsständisch orientiert. Die Fraktion der Rechten vereinigte vorwiegend Großkaufleute, im Linken Zentrum trafen sich in erster Linie die Vertreter der Industrie, und in der Fraktion der Linken versammelte sich hauptsächlich das Handwerk. Während die Nationalliberalen schon länger über einen Reichstagswahlverein in Hamburg verfügten, der sich aber ausschließlich um reichspolitische Fragen und die Auswahl und Unterstützung der Reichstagskandidaten kümmerte, organisierten sich die Linksliberalen erst in den letzten Jahren des 19. Jahrhunderts in Hamburg parteipolitisch. So wurde im März 1898 ein Ortsverein des Nationalsozialen Vereins von Friedrich Naumann gegründet. Führende Köpfe waren mit Carl Wilhelm Petersen und Carl Braband zwei jüngere Männer aus angesehenen Hamburger Familien. Bereits 1902 stellten die Hamburger Nationalsozialen mit über 350 Mitgliedern einen der größten Ortsvereine der Gesamtpartei. Petersen selbst wurde 1899 als Kandidat des Pöseldorfer Bürgervereins in die Bürgerschaft gewählt und schloss sich dort der Fraktion der Rechten an.
Die Nationalsozialen vereinigten sich 1904 mit der Freisinnigen Vereinigung, die in Hamburg zuvor eher ein Nischendasein führte, unter deren Namen. Die im selben Jahr in die Bürgerschaft gewählten Mitglieder der Freisinnigen Vereinigung bildeten jedoch keine eigene Fraktion, sondern schlossen sich den drei berufsständischen Fraktionen an, die sich explizit als nicht politisch verstanden. Nachdem sich bei dieser Wahl 13 Sozialdemokraten in den Wahlkreisen durchsetzen konnten, setzten sich in den drei alten Fraktionen die Verfechter eines gegen die SPD noch verschärften Zensuswahlrechts durch. Petersen, Braband und weitere Linksliberale wollten diesen Weg nicht mitgehen und stimmten in der Bürgerschaft gegen dieses als Wahlrechtsraub bezeichnete Gesetz. Ihrem Ausschluss aus der Fraktion der Rechten kamen sie am 24. Februar 1906 durch den Austritt aus der Fraktion zuvor. Zusammen mit Dissidenten aus der Fraktion der Linken und der Fraktion des Linken Zentrums gründeten sie wenig später die Vereinigten Liberalen. In den Medien wurden sie dafür aufs Schärfste kritisiert. Die Kritik gipfelte in der Unterstellung, Braband und Petersen seien „Urheber einer gefährlichen Umsturzbewegung“ oder gar „Zuhälter der SPD“.
Mit der Bildung der Fortschrittlichen Volkspartei 1910 wurden die Vereinigten Liberalen quasi deren Hamburger Landesverband. Bei der Bürgerschaftswahl im selben Jahr konnten sie bereits 30 Abgeordnetenmandate erringen. Bis zum Ende des Kaiserreichs blieb es im bürgerlichen Lager beim Gegensatz zwischen den linksliberalen Vereinigten Liberalen auf der einen Seite und den alten Fraktionen auf der anderen Seite, wobei sich die Fraktion der Rechten 1916 in Fraktion der Nationalliberalen Partei umbenannte und 1918 mit Teilen des Linken Zentrums den Landesverband der DVP gründete. Die Fraktion der Linken hingegen rückte immer weiter nach rechts. Aus ihr und dem Rest des Linken Zentrums wurde 1918 der Hamburger Landesverband der DNVP. Die Vereinigten Liberalen hingegen gründeten sich 1918 in den Hamburger Landesverband der DDP um.

### 1918 bis 1945: DDP, DVP und liberaler Widerstand

Christian Koch (1919 oder früher)

Bei den ersten Bürgerschaftswahlen nach der Novemberrevolution wurde die DDP mit 20,5 % der Stimmen und 33 Abgeordneten zweitstärkste Kraft, während die DVP lediglich 8,6 % und 13 Sitze erhielt. Die Berührungspunkte beider liberaler Parteien in Hamburg waren eher gering: Während sich Landes-DVP eher auf dem rechten Flügel der Partei positionierte, stand die DDP auf dem linken Flügel ihrer Gesamtpartei. Trotzdem wurde der Hamburger Petersen nach Friedrich Naumanns frühem Tod 1919 zum Parteivorsitzenden der Reichs-DDP gewählt. Von Anbeginn der Weimarer Republik koalierte die DDP mit den Sozialdemokraten. Von 1924 bis 1930 und 1932/33 stellten die Linksliberalen mit Carl Wilhelm Petersen den Ersten Bürgermeister. Die DVP hingegen befand sich zunächst in Opposition zum Senat und beteiligte sich erst ab 1925 an der Regierung, als SPD und DDP ihre Mehrheit in der Bürgerschaft verloren hatten. Sowohl DDP als auch DVP erzielten über die gesamte Dauer der Weimarer Republik deutlich bessere Ergebnisse als reichsweit. So erreichte die inzwischen Deutsche Staatspartei genannte DDP noch 1932, als sie bei Reichstagswahlen bereits marginalisiert war, bei der Bürgerschaftswahl 11,2 % der Stimmen und 18 Abgeordnetensitze.
Die Fusion mit dem Jungdeutschen Orden zur Deutschen Staatspartei führte allerdings zu erheblichen Zerwürfnissen auch in der Hamburger DDP und zu Austritten prominenter Linksliberaler wie Erich Lüth, Hans Robinsohn und Alfred Johann Levy. Nach der Machtergreifung der Nationalsozialisten lösten sich Staatspartei und die DVP unter dem Druck der Machthaber auf, wobei die Hamburger DVP ihren Mitgliedern den Beitritt zur NSDAP empfahl. Viele Linksliberale wurden von den Nationalsozialisten verfolgt. Die ehemaligen Bürgerschaftsabgeordneten Max Eichholz und Valentin Ernst Burchard wurden in Konzentrationslagern ermordet. Emmy Beckmann, erste Frau im Amt eines Landesschulrats in Deutschland, wurde entlassen. Christian Koch wurde vorübergehend von der Gestapo verhaftet.
Mitglieder der Staatspartei und vor allem der DVP arrangierten sich mit dem NS-System oder arbeiteten wie Wilhelm Amsinck Burchard-Motz (DVP) oder Walter Matthaei (DStP) dem neuen Regime zu. Es bildete sich aber auch ein liberaler Widerstand heraus. Die Gruppe Freies Hamburg entstand aus dem regimekritischen Gesprächskreis Gruppe Q, in dem sich vor allem ehemalige DDP/Staatspartei-Mitglieder um Friedrich Ablass, Alfred Johann Levy und Walter Jacobsen trafen. Ablass war der Kopf der Gruppe, über Jacobsen bestand Kontakt zur Robinsohn-Strassmann-Gruppe.

### Von der Gründung bis zum Hamburg-Block

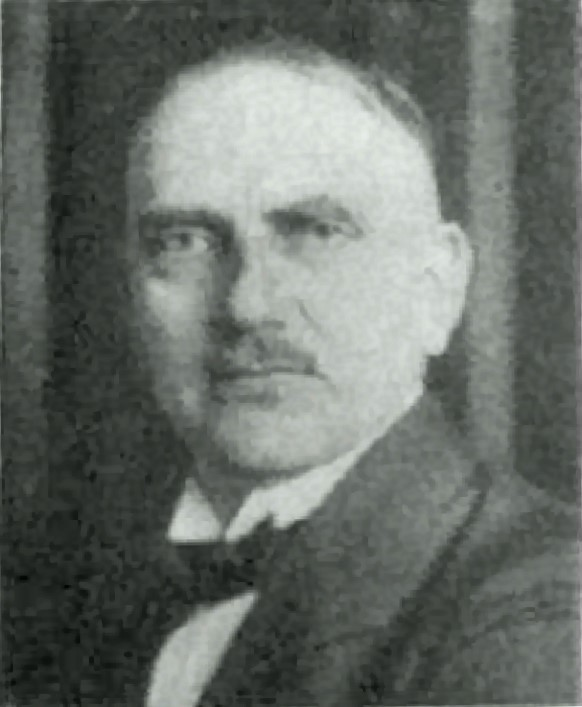
Johannes Büll (1924 oder früher)

Bereits zwei Tage nach Übergabe Hamburgs an die Briten bildete sich am 5. Mai 1945 aus dem Widerstandskreis um Ablass eine formelle Organisation mit Namen Bund Freies Hamburg, die noch im Mai 1945 bei der britischen Besatzungsmacht als „Zusammenschluß freiheitlich gesinnter Hamburger“ angemeldet wurde. Vorsitzender dieser Organisation wurde der Kaufmann Eduard Wilkening, der 1937 zur Gruppe Q gestoßen war. Der Bund verabschiedete ein Acht-Punkte-Programm, das sich als Manifest für den Neuaufbau des demokratischen Gemeinwesens verstand. Aus der Mitte des Bundes Freies Hamburg wurde am 20. September 1945 die Partei Freier Demokraten gegründet. Von den 98 Gründungsmitgliedern hatten 65 zuvor dem Bund angehört. Andere entstammten einer Gruppe Altonaer Liberaler um Emilie Kiep-Altenloh und Jes Juhl. Dies war die erste Gründung einer liberalen Landespartei in den westlichen Besatzungszonen. Sie verstand sich von Anbeginn als Anknüpfung an die linksliberalen Traditionen der Weimarer DDP. Zum Vorsitzenden wurde Christian Koch mit 55 zu 34 Stimmen gegen Eduard Wilkening gewählt. Zugelassen wurde die Partei von den Besatzungsbehörden dann am 22. November 1945.
In der von der britischen Besatzungsmacht ernannten Bürgerschaft, die am 27. Februar 1946 erstmals zusammentrat, war die PFD mit insgesamt acht Mandaten vertreten. Neben Christian Koch, der der Bürgerschaft qua Amt angehörte, und den von der Partei benannten Abgeordneten Eduard Wilkening und Willy Max Rademacher schlossen sich ihr noch fünf weitere Abgeordnete an, die von anderen Organisationen vorgeschlagen worden waren. Nachdem Koch, dem Versäumnisse beim organisatorischen Aufbau der Partei vorgeworfen worden waren, auf Druck des Landesvorstandes am 1. Juli 1946 erklärte, nicht mehr als Landesvorsitzender zur Verfügung zu stehen, kam es zu einer Kampfkandidatur zwischen dem eher links verorteten Rademacher und dem wirtschaftsliberalen Wilkening, die Rademacher mit 129 von 186 Delegiertenstimmen deutlich für sich entscheiden konnte.
Ehemalige DVP-Mitglieder hatten hingegen die früheren Senatoren Paul de Chapeaurouge und Hermann Carl Vering 1945 im Verein der Freunde der früheren Volkspartei versammelt. Chapeaurouge lehnte ein Angebot Kochs ab, in der PFD mitzuarbeiten, und wollte mit dem Vaterstädtischen Bund Hamburg ein Bündnis aller Kräfte rechts der SPD schaffen. Für die Bürgerschaftswahl 1946 bekam der VBH jedoch keine schlagkräftige Basis zusammen, sodass man sich entschloss, mit der CDU, die durch den Zugang von Bürgermeister Rudolf Petersen erheblich gestärkt war, zusammenzugehen. Lediglich de Chapeaurouge selbst zog über die CDU-Liste in die Bürgerschaft ein.
Bei der ersten Bürgerschaftswahl am 13. Oktober 1946 konnte die PFD zwar mit 18,2 % ihr bis heute bestes Ergebnis erzielen. Aufgrund des Mehrheitswahlrechts erreichte sie damit jedoch nur sieben der 110 Mandate und – was noch schwerer wog – sie lag deutlich hinter der CDU, auf die 26,7 % der Stimmen entfielen. Die PFD beteiligte sich im November 1946 an der Gründung der Freien Demokratischen Partei der britischen Zone und änderte daraufhin auch ihren Namen entsprechend in FDP ab. Trotz der überwältigenden Mehrheit der SPD beteiligte sich die FDP mit Christian Koch (zweiter Bürgermeister, Amt für Wiedergutmachung und Flüchtlingshilfe, Gefängnisbehörde und Staatskommissar für Entnazifizierung), Johannes Büll (Baubehörde) und Ludwig Hartenfels (Kulturbehörde) im Gegensatz zur CDU am Senat, dem der ehemalige Altonaer Oberbürgermeister Max Brauer (SPD) als Erster Bürgermeister vorstand.
Da alle Versuche, das Wahlrecht hin zu einem Verhältniswahlrecht zu ändern, an der SPD scheiterten, traten CDU und FDP vor der Bürgerschaftswahl 1949 in Überlegungen ein, ein Wahlbündnis zu schmieden, um die Nachteile des Mehrheitswahlrechts für die zersplitterten bürgerlichen Kräfte zu überwinden. Als Vehikel bot sich de Chapeaurouges formal noch bestehender und lizenzierter VBH an. Nachdem Verhandlungen mit der Deutschen Partei gescheitert waren, einigten sich CDU und FDP mit der kleinen Deutschen Konservativen Partei auf ein Wahlbündnis unter de Chapeaurouges Führung. Das Ergebnis war ernüchternd: Mit 34,5 % erzielte der VBH deutlich weniger Stimmen, als CDU und FDP 1946 zusammen erreicht hatten. Die SPD konnte – wenn auch mit weniger Abgeordneten als bisher – die absolute Mehrheit halten. Personell hatte sich die FDP durch das Wahlbündnis zwar deutlich verbessert – sie stellte nunmehr 17 statt zuvor sieben Mandate – aber man hatte nicht nur die Regierungsbeteiligung, sondern auch ein führendes Mitglied verloren: Bürgermeister Christian Koch war noch im Wahlkampf aus der FDP ausgetreten, weil er die harten Angriffe des VBH gegen den SPD-geführten Senat nicht mittragen wollte.

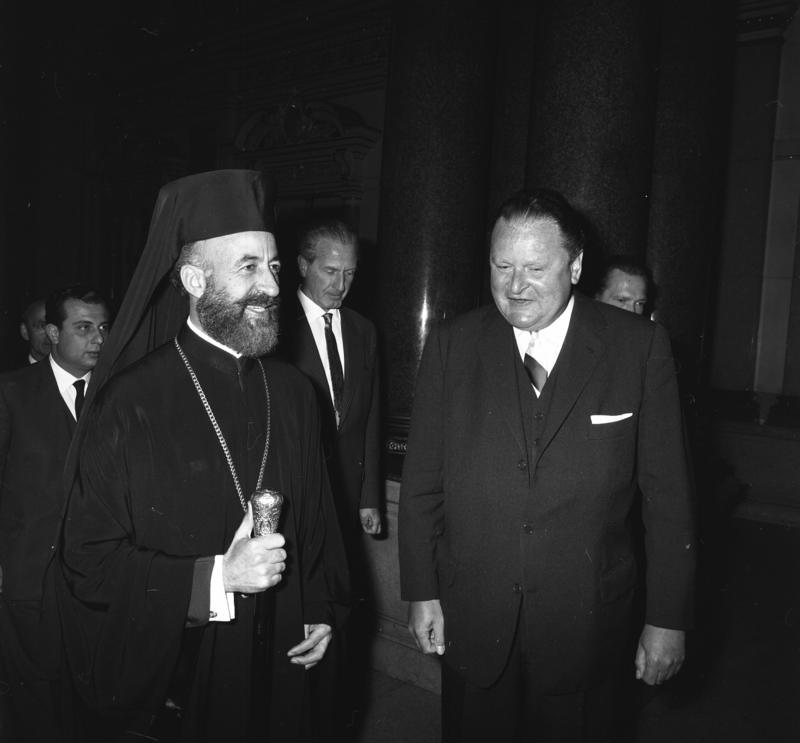
Edgar Engelhard 1962 mit dem zypriotischen Präsidenten Makarios III. in Hamburg

Das Wahlrecht war auch der Grund, warum sich vor der Bürgerschaftswahl 1953 FDP und CDU erneut um ein bürgerliches Bündnis bemühten. Diesmal gelang es, eine Vereinbarung mit der Deutschen Partei zu treffen, die mit ihrem zweistelligen Ergebnis 1949 einen Wahlsieg des VBH vereitelt hatte, da viele Wahlkreise, die sonst an die Bürgerlichen hätten fallen können, von der SPD gewonnen wurden. Die drei Parteien gründeten unter der Bezeichnung Hamburg-Block eine Wahlpartei, der der deutsche Gesandte in Stockholm, Kurt Sieveking, vorstand. FDP-Fraktionschef Edgar Engelhard wurde zum stellvertretenden Block-Vorsitzenden gewählt. Kurz vor der Wahl wurde dann auch noch der in Hamburg eher unbedeutende GB/BHE in das Bündnis mit einbezogen: Weil man meinte, keine Stimme zu verschenken zu haben, sagte man den Heimatvertriebenen einige Sitze in den gleichzeitig zu wählenden Bezirksversammlungen zu.
Obwohl mit der Schulpolitik (der SPD-Senat hatte 1950 die sechsjährige Grundschule eingeführt) ein populäres Wahlkampfthema zur Verfügung stand, errang der Hamburg-Block nur einen knappen Wahlsieg. Auf den Hamburg-Block entfielen 62 Sitze, die SPD erhielt 58 Mandate. Entscheidend für die Mehrheit war, dass die bisher in der Bürgerschaft vertretenen Parteien KPD und RSF an der neu eingeführten Fünf-Prozent-Hürde scheiterten. Für die FDP bedeutete der knappe Wahlerfolg den Wiedereinzug in die Landesregierung: Mit Edgar Engelhard (Zweiter Bürgermeister, Gefängnisbehörde, Amt für Bezirksverwaltung, Sportamt), Emilie Kiep-Altenloh (Sozialbehörde, Jugendbehörde), Hans-Harder Biermann-Ratjen (Kulturbehörde, Justizverwaltung), Johannes Büll (Baubehörde) und Ernst Plate (Amt für Hafen und Verkehr in der Behörde für Wirtschaft und Verkehr) stellten die Elbliberalen fünf Mitglieder des 15-köpfigen neuen Senats, mehr als jemals zuvor oder danach. Nachdem sowohl die vierjährige Grundschule wiedereingeführt als auch das Wahlrecht hin zur reinen Verhältniswahl geändert worden war, gab es für die FDP keinen Anlass mehr, am Hamburg-Block festzuhalten. Zur Bürgerschaftswahl 1957 trat sie wieder eigenständig an.

### Regierungspartei an der Seite der SPD

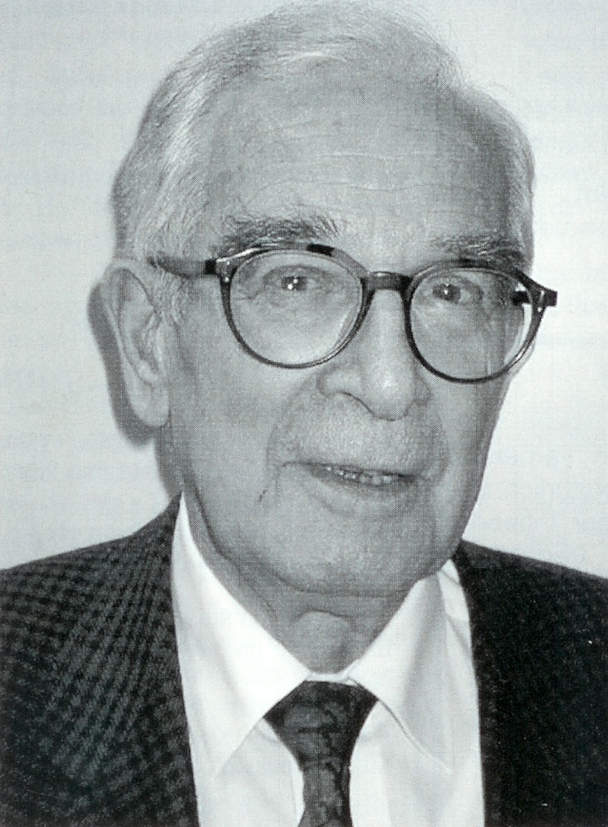
Peter-Heinz Müller-Link (2000)

Nach dem Ende des Hamburg-Blocks erreicht die nunmehr eigenständig angetretene FDP bei der Bürgerschaftswahl 1957 8,6 Prozent der Stimmen und zehn Abgeordnete. Obwohl die Sozialdemokraten aus der Opposition heraus die klare absolute Mehrheit erhalten hatten (69 von 120 Sitzen), boten sie der FDP die Bildung eines gemeinsamen Senates unter Max Brauer an. Der Landesausschuss der FDP nahm am 25. November 1957 dieses Angebot an, weil in dem vereinbarten Regierungsprogramm eine liberale Basis für die Zusammenarbeit sah. Aufgrund der veränderten Mehrheitsverhältnisse gehörten mit Edgar Engelhard (Zweiter Bürgermeister, Behörde für Wirtschaft und Verkehr, Sportamt), Emilie Kiep-Altenloh (Behörde für Ernährung und Landwirtschaft, Gefängnisbehörde) und Hans-Harder Biermann-Ratjen (Kulturbehörde, Justizverwaltung) nur noch drei Liberale dem auf zwölf Mitglieder verkleinerten Senat an.
Als der bisherige Landesvorsitzende Willy Max Rademacher 1958 nicht mehr zur Wiederwahl antrat, übernahm Edgar Engelhard neben seiner Senatorentätigkeit auch den Landesvorsitz. Da mit dem neuen Fraktionsvorsitzenden Peter-Heinz Müller-Link und Alfred Frankenfeld (Fraktionsvorsitzender ab 1961) auch seine beiden Stellvertreter in führenden Rathauspositionen saßen, kam es zu einer engen Verzahnung von Partei, Fraktion und Senat – ein Punkt, der ab Mitte der 1960er Jahre vom linken Parteiflügel für die Stagnation der Landespartei verantwortlich gemacht wurde. Bei der Bürgerschaftswahl 1961 wurde die FDP jedoch noch weiter gestärkt. Mit nunmehr zwölf Abgeordneten versehen, sah man noch keinen Grund, sich aus der Koalition mit der übermächtigen SPD, die inzwischen 60 Prozent der Mandate stellte, zu lösen. Der bisherige Fraktionsvorsitzende Peter-Heinz Müller-Link ersetzte als Bausenator die wenige Wochen zuvor in den Deutschen Bundestag gewählte Emilie Kiep-Altenloh.

### Linksruck, Aufschwung und parlamentarisches Aus

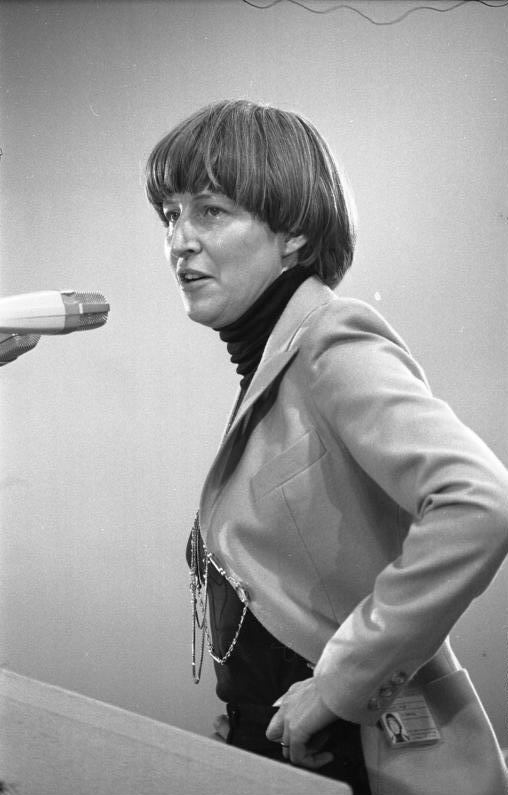
Helga Schuchardt (1977)

Nach der Bürgerschaftswahl 1966, bei der die FDP auf nur noch 6,8 % zurückfiel und ein Drittel ihrer Mandate verlor, beschloss der Landesparteitag, die Koalition mit der SPD, die ihre absolute Mehrheit noch ausbauen konnte, aufzukündigen und in die Opposition zu gehen. Trotz des politischen Linksrucks, der von diesem Parteitag ausging – so wurde erstmals die Forderung nach der Schaffung von Gesamtschulen gestellt – änderte sich für die Tagespolitik in der Bürgerschaft wenig. Neuer Fraktionsvorsitzender wurde der bisherige Bausenator Peter-Heinz Müller-Link, der dieses Amt bereits von 1957 bis 1961 innegehabt hatte. Rademacher wurde als Nachfolger von Engelhard erneut zum Landesvorsitzenden gewählt. Dieser Spagat zwischen einer nach links driftenden Parteibasis und einer eher konservativeren Fraktion sollte sich in den nächsten Jahren noch zuspitzen. 1969 setzte sich der Rechtsanwalt Hermann Ferdinand Arning in einer Kampfabstimmung mit 55 zu 53 Stimmen gegen den bisherigen Landesvorsitzenden Willy Max Rademacher durch. Dieser wurde anschließend zum Ehrenvorsitzenden gewählt.
Nachdem auch bei der Wahl 1970 mit Helga Schuchardt lediglich eine Vertreterin des neuen Linkskurses in das Landesparlament einziehen konnte – sie wechselte bereits 1972 in den Deutschen Bundestag – wurde trotz weiterhin bestehender absoluter SPD-Mehrheit wieder eine sozialliberale Koalition gebildet. Vier Jahre später kam es bei der Bürgerschaftswahl 1974 zum großen Revirement. Unter Dieter Biallas erreichte die FDP nicht nur mit 10,9 % und 13 Abgeordneten ein Ergebnis, das seither auch ansatzweise unerreicht geblieben ist, sondern die neue Fraktion war auch deutlich linksorientierter als die bisherige. Und da die SPD erstmals seit 1953 keine absolute Mehrheit erreicht hatte, wurden die Liberalen auch für die Mehrheitsbildung benötigt. Mit Biallas (Zweiter Bürgermeister, Behörde für Wissenschaft und Kunst), Ulrich Klug (Justizbehörde) und dem konservativen Rolf Bialas (Baubehörde), der sich auf dem Landesparteitag überraschend gegen Gerhard Moritz Meyer durchgesetzt hatte, stellte die FDP drei Senatoren. Mit der Wahl der Bundestagsabgeordneten Helga Schuchardt, die sich in einer Kampfabstimmung gegen Müller-Link und Amtsinhaber Arning durchsetzte, zur neuen Landesvorsitzenden wurde die Linkswende endgültig abgeschlossen. Es gab aber auch erhebliche Kritik am neuen Kurs: So trat die Bürgerschaftsabgeordnete Christel Stegmann 1973 aus der Partei und der Fraktion aus. Und der Bundestagsabgeordnete Victor Kirst warf der Hamburger FDP-Führung 1976 gar „Linksextremismus“ vor.
Bei der Bürgerschaftswahl 1978 brach die FDP ein. Sie verlor mehr als sechs Prozentpunkte und fiel mit 4,8 % erstmals unter die Fünf-Prozent-Hürde. Innerparteilich wurden dafür vor allem die öffentlich ausgetragenen Streitigkeiten mit dem Koalitionspartner SPD verantwortlich gemacht. Vier Jahre später scheiterte die FDP unter Spitzenkandidat Klaus Brunnstein mit 4,9 % erneut knapp an der Sperrklausel.
Die Bonner Wende im Herbst 1982 traf die Hamburger FDP härter als andere Landesverbände: Namhafte FDP-Mitglieder – unter ihnen die frühere Landesvorsitzende Helga Schuchardt und die ehemalige Fraktionsvorsitzende Maja Stadler-Euler – verließen die Partei. Auf der Sitzung des Landesausschusses im November 1982 kam es – nur wenige Wochen vor der Neuwahl der Bürgerschaft – zu einem Massenaustritt. Dieser schwächte die Partei so sehr, dass sie unter dem ehemaligen Bausenator Rolf Bialas bei den Dezemberwahlen mit nur 2,6 % ihr schlechtestes Wahlergebnis aller Zeiten erreichte.

### Comeback unter Ingo von Münch

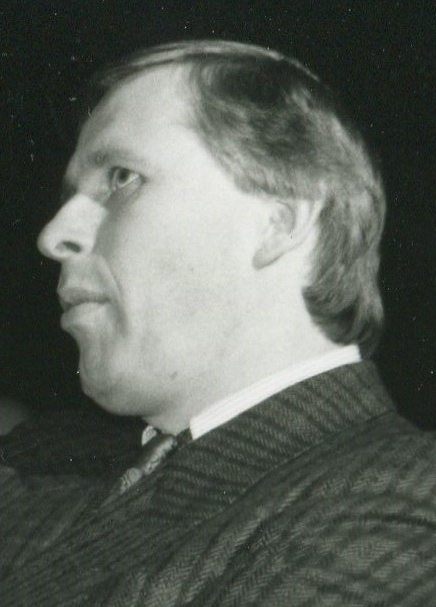
Frank-Michael Wiegand

Nach der verheerenden Wahlniederlage vom Dezember 1982 erklärte der seit 1980 amtierende Landesvorsitzende Klaus Brunnstein, einer der in der Partei verbliebenen Vertreter des linken Parteiflügels, bei den innerparteilichen Neuwahlen nicht wieder anzutreten. Bei der Bundestagswahl im März 1983 konnte sich die FDP zwar mit 6,0 % in Hamburg wieder bemerkbar machen, verlor aber ihre beiden Bundestagsmandate und war damit nunmehr ohne jede parlamentarische Repräsentanz. Der gemäßigt-konservative Flügel erinnerte sich in dieser Situation an einen alten Fahrensmann: Peter-Heinz Müller-Link, ehemaliger Bausenator und Fraktionschef, der sich nach dem Linksruck Anfang der 1970er Jahre aus der ersten Reihe zurückgezogen hatte, sollte die am Boden liegende Partei neu organisieren und auf die Bürgerschaftswahl 1986 vorbereiten. Als er – wie bei seiner Wahl angekündigt – 1985 nach zwei Jahren nicht mehr als Landesvorsitzender antrat, war es Müller-Link gelungen, die FDP in der Öffentlichkeit so zu präsentieren, dass es immerhin möglich erschien, 1986 in die Bürgerschaft zurückzukehren.
Nachfolger Müller-Links, der selbst den früheren Bürgerschaftsabgeordneten Wilhelm Rahlfs präferiert hatte, wurde mit Ingo von Münch ein Juraprofessor, der zwar schon knapp zwanzig Jahre lang FDP-Mitglied war, sich aber stets von politischen Ämtern ferngehalten hatte. Mit ihm als Landesvorsitzenden und Spitzenkandidaten scheiterten die Elbliberalen im Dezember 1986 zwar noch knapp an der 5-%-Hürde, konnten aber bei den Neuwahlen im Mai 1987 mit 6,5 % nicht nur die ersehnte Rückkehr in die Bürgerschaft, sondern auch gleich den Sprung auf die Senatsbank schaffen: Nach langwierigen Koalitionsverhandlungen einigten sich SPD und FDP auf die Wiederauflage des traditionellen Hamburger Regierungsbündnisses. Von Münch wurde Senator für Wissenschaft und Kultur und Rahlfs Wirtschaftssenator. Fraktionsvorsitzender wurde der Kaufmann Frank-Michael Wiegand, neuer Landesvorsitzender der Immobilienmogul Robert Vogel. Der Konflikt um die besetzten Häuser in der Hafenstraße prägte die Wahlperiode. In beiden Koalitionsparteien gab es Hardliner (bei der SPD vor allem Bausenator Eugen Wagner, bei der FDP Wirtschaftssenator Wilhelm Rahlfs) und Politiker, die eine Verhandlungslösung anstrebten (neben den beiden Bürgermeistern Klaus von Dohnanyi und Ingo von Münch vor allem auch FDP-Landeschef Robert Vogel). Schließlich gelang bereits im November 1987 eine friedliche Lösung, aber der Erste Bürgermeister von Dohnanyi gab nach diversen Querschüssen aus der eigenen Partei Mitte 1988 sein Amt auf, Nachfolger wurde SPD-Fraktionschef Henning Voscherau.
Nachdem die SPD bei der Bürgerschaftswahl 1991 mit 48 % der Stimmen die absolute Mandatsmehrheit erzielt hatte, während die FDP überraschend Verluste hinnehmen musste, entschieden sich die Liberalen dafür, in die Opposition zu gehen, obwohl die SPD ihr eine Fortsetzung der Koalition angeboten hatte. Der Spiritus Rector des Wahlsieges von 1987, Ingo von Münch, zog sich aus der Politik zurück und kehrte auf seinen Lehrstuhl an der Universität Hamburg zurück. Die Bürgerschaftsfraktion wählte – als Nachfolger Wiegands – den Oberstudienrat Reinhard Soltau zum neuen Fraktionsvorsitzenden. Als nach zwei Jahren das Hamburger Verfassungsgericht die Wahl von 1991 für ungültig erklärte und Neuwahlen anordnete, scheiterte die FDP, die mit der Rechtsanwältin Gisela Wild, einer der Streiterinnen gegen das Volkszählungsgesetz von 1983, klar auf ein linksliberales Profil setzte, mit 4,2 %, während stattdessen die Neugründung Statt Partei in die Bürgerschaft einzog und mit der SPD den neuen Senat bildete.

### Interne Streitigkeiten und Regierung mit CDU und Schill

Burkhardt Müller-Sönksen (2007)

Nach dem Ausscheiden aus der Bürgerschaft brachen die Machtkämpfe in der FDP voll aus. Als Folge musste der seit 1987 amtierende Landesvorsitzende Robert Vogel seinen Hut nehmen. In schneller Folge wechselten die Landesvorstände. Zunächst übernahm der Bundestagsabgeordnete Rainer Funke bis 1995 die Führung der Landespartei. Ihm folgten bis 2001 Hans-Joachim Widmann, Arnd Brummer, Frank-Michael Wiegand, unter dem die FDP bei der Bürgerschaftswahl 1993 nur noch 3,5 % der Stimmen erhielt, erneut Rainer Funke und Kurt Hansen. Erst unter dem Versicherungskaufmann Hansen gelang eine gewisse Konsolidierung.
Im Februar 2001 nominierten die Liberalen den bisherigen Chef der Führungsakademie der Bundeswehr und Konteradmiral Rudolf Lange zu ihrem Spitzenkandidaten. Er war erst wenige Monate zuvor der Partei beigetreten. Auch andere Prominente außerhalb der Partei waren als Quereinsteiger für die Spitzenkandidatur im Gespräch gewesen, darunter der Modeschöpfer Wolfgang Joop. Mit Lange an der Spitze stand die FDP in den Umfragen zeitweise bei sieben bis acht Prozent. Erst nach den Terroranschlägen vom 11. September 2001 fiel sie zurück und musste am Wahlabend lange um die Rückkehr in die Bürgerschaft nach acht Jahren zittern, was aber schlussendlich mit 5,07 % der Stimmen gelang. Nach langwierigen Koalitionsverhandlungen schloss die FDP eine Koalition mit der CDU und der Schill-Partei, wodurch die SPD erstmals nach 44 Jahren wieder in die Opposition gehen musste. Von Anbeginn der Koalition wurde in der Landes-FDP kritisch angemerkt, dass Lange als Schulsenator das einzige Senatsmitglied der Partei wurde. Da Lange glücklos agierte und in der Öffentlichkeit stark angegriffen wurde, nahm diese Kritik zu. Nachdem die Koalition infolge der Entlassung des Innensenators Ronald Schill ohnehin in schwerem Fahrwasser war, musste Lange schließlich am 16. November 2003 zurücktreten, nachdem immer neue Finanzierungslücken im Bereich der Kindertagesbetreuung aufgetreten waren. Zu seinem Nachfolger als Schulsenator wurde der ehemalige Fraktionsvorsitzende in der Bürgerschaft Reinhard Soltau gewählt. Auch dieser konnte nicht verhindern, dass bei den Bürgerschaftswahlen 2004, die nach dem Bruch der bürgerlichen Koalition notwendig wurden, mit 2,8 % das zweitschlechteste Ergebnis aller Zeiten erzielt wurde.
Die FDP fiel in die schon seit 1993 bekannten Verhaltensmuster zurück: Die Vorsitzenden wechselten ständig. Auf Leif Schrader, der den Landesvorsitz nach der Wahl Soltaus zum Senator übernommen hatte, folgten Wieland Schinnenburg und Hinnerk Fock. Mit ihm als Spitzenkandidat scheiterte die FDP bei der Bürgerschaftswahl 2008 zwar mit 4,8 % knapp an der Sperrklausel, konnte aber immerhin den Achtungserfolg des Einzugs in alle sieben Bezirksversammlungen – im Bezirk Hamburg-Mitte war die FDP seit 1978 nicht mehr vertreten gewesen – feiern. Aber auch Fock trat bereits Ende 2008 wieder von seinem Amt zurück, nachdem er sich bei der Aufstellung der Landesliste für die Bundestagswahl 2009 nicht gegen den bisherigen Abgeordneten Burkhardt Müller-Sönksen hatte durchsetzen können.

### Wahlsiege gegen den Bundestrend

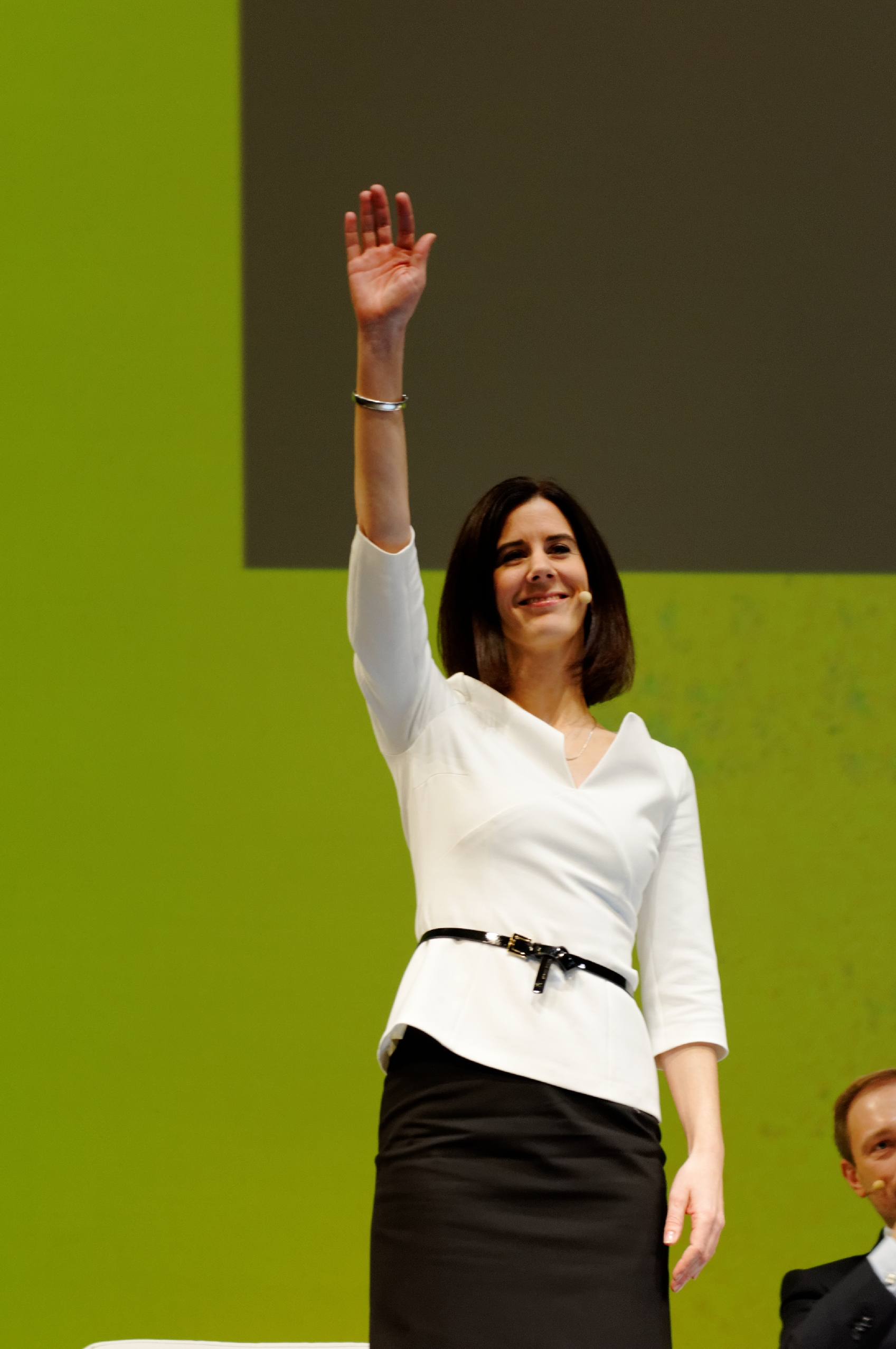
Katja Suding (2015)

Nach Focks Rücktritt hatte Müller-Sönksen als Favorit für die Nachfolge als Landesvorsitzender gegolten. Beim Landesparteitag im Februar 2009 verlor er jedoch überraschend (und deutlich mit 40:70 Stimmen) gegen den Unternehmer Rolf Salo. Nach dem Bruch der schwarz-grünen Regierungskoalition präsentierte dieser die bis dahin relativ unbekannte Katja Suding als Spitzenkandidatin für die Bürgerschaftswahl 2011. Mit ihr und einer weitgehend unerfahrenen Mannschaft – lediglich Wieland Schinnenburg hatte bereits von 2001 bis 2004 der Bürgerschaft angehört – kehrte die FDP mit 6,7 % und neun Mandaten in das Landesparlament zurück. Nachdem Salo Anfang 2012 vom Landesvorsitz zurückgetreten war, wurde die Bundestagsabgeordnete Sylvia Canel neue Landesvorsitzende. Bei ihrer Wiederwahl im April 2013 setzte sich Canel gegen die Vorsitzende der FDP-Bürgerschaftsfraktion Katja Suding mit 66 zu 55 Stimmen durch. Canel und Suding wurden am 11. März 2013 vom Bundesparteitag der FDP in den Bundesvorstand gewählt. Am 1. September 2014 trat Sylvia Canel von ihrem Amt als Landesvorsitzende zurück und verkündete gleichzeitig ihren Parteiaustritt. Der kommissarische Nachfolger an der FDP-Spitze Dieter Lohberger trat im Oktober 2014 ebenfalls aus der Partei aus. Am 8. November 2014 wurde Katja Suding mit 70,6 Prozent der Stimmen zur neuen Landesvorsitzenden gewählt.
Nachdem die FDP Hamburg noch im Dezember 2014 von den Umfrageinstituten lediglich bei 2 % der Wählerstimmen gesehen worden war, konnte sie zu Beginn des Jahres 2015 ihre Zustimmung in der Bevölkerung deutlich steigern und kam über 4 % im Januar auf Umfragewerte von 6 % gut eine Woche vor der Wahl. Bei der Bürgerschaftswahl am 15. Februar 2015 erhielt die FDP dann 7,4 % der gültigen Wählerstimmen und zog – wie schon vier Jahre zuvor – mit neun Abgeordneten in die Hamburgische Bürgerschaft ein. Auf dem Bundesparteitag im Mai 2015 wurde Katja Suding zur stellvertretenden Bundesvorsitzenden gewählt. Als zuvor einziger Hamburger FDP-Politiker hatte Willy Max Rademacher dieses Amt 1957/58 inne. Als Katja Suding nach der Bundestagswahl 2017 in den Deutschen Bundestag wechselte und dort stellvertretende Vorsitzende der FDP-Fraktion wurde, wählte die Bürgerschaftsfraktion mit Michael Kruse und Anna-Elisabeth von Treuenfels-Frowein erstmals eine Doppelspitze. 2019 wurde erstmals seit Mitte der 1990er Jahre ein Mitgliederbestand von mehr als 1.500 Mitgliedern erreicht. Bei den zeitgleich mit der Europawahl stattfindenden Bezirksversammlungswahlen am 26. Mai 2019 gewann die FDP hamburgweit 6,6 %, ein Plus von 2,9 Prozentpunkten gegenüber 2014. Sie erreichte damit erstmals seit den Wahlen von 1974 in allen sieben Bezirken Fraktionsstatus.

### Verlust des Fraktionsstatus 2020 und Ausscheiden aus der Bürgerschaft 2025
Bei der Bürgerschaftswahl am 23. Februar 2020 scheiterte die FDP mit 4,97 % an der Sperrklausel und verpasste erstmals seit 2008 den Wiedereinzug ins Landesparlament in Fraktionsstärke. Anna-Elisabeth von Treuenfels-Frowein erreichte jedoch ein Direktmandat in ihrem Wahlkreis in Blankenese und vertrat die FDP seither allein als fraktionslose Abgeordnete in der Hamburgischen Bürgerschaft. Am 17. Januar 2022 trat der frühere SPD-Abgeordnete Sami Musa der FDP bei. Im Juli 2024 trat Anna-Elisabeth von Treuenfels-Frowein zur CDU über.
Bei der Bürgerschaftswahl in Hamburg 2025 scheiterte die FDP mit 2,3 Prozent deutlich an der Fünfprozenthürde und befindet sich seither in der außerparlamentarischen Opposition.

## Programmatik
Bereits im August 1946 verabschiedete die damals noch PFD genannte Partei umfangreiche „Programmatische Leitsätze“, in denen neben üblichen liberalen Kernforderungen nach Marktwirtschaft und gegen Monopole sowie nach geistesfreier Kultur auch eher als linksliberal einzustufende Bekenntnisse für die Freiheit der Berufswahl und gegen Privatschulen sowie die Forderung nach der Entfernung alter Nationalsozialisten aus dem öffentlichen Leben zu finden waren.
Bundespolitisch fielen die Hamburger Liberalen vor allem vor dem Parteitag in Bad Ems im November 1952 auf, als sie mit dem Liberalen Manifest einen linksliberalen Gegenentwurf zum Deutschen Programm, einem Aufruf zur nationalen Sammlung des Landesverbandes Nordrhein-Westfalen, vorlegten. Zwar wurde das Liberale Manifest nicht verabschiedet, aber es wurde eine breite Diskussion in der Partei angestoßen, die auch eine Verabschiedung des Deutschen Programms unmöglich machte. Zudem wurde das Liberale Manifest eine der Grundlagen des Wahlprogramms zur Bundestagswahl 1953.
1966 verabschiedete die Landespartei ein umfangreiches Reformprogramm, das insbesondere in der Bildungspolitik neue Akzente setzte und diesbezüglich schon weit in die linksliberalen Reformbestrebungen der frühen 1970er Jahre wies. Im Übrigen verabschiedete die Hamburger FDP – wie bei den Landesverbänden der Parteien üblich – vor allem aktuelle Wahlprogramme vor den Wahlen zur Hamburgischen Bürgerschaft. Außerdem werden auf Landesparteitagen regelmäßig programmatische Anträge zu einzelnen Themen beschlossen. Das erfolgreiche Volksbegehren Wir wollen lernen gegen die Hamburger Schulreform wurde durch die FDP unterstützt.

## Struktur
Die FDP Hamburg gliedert sich in sieben Bezirksverbände, die in ihren Grenzen den Verwaltungsbezirken der Hansestadt entsprechen, und darunter in 19 Kreisverbände, die flächenmäßig überwiegend mit den Wahlkreisen zur Hamburgischen Bürgerschaft deckungsgleich sind. Zudem bestehen für einzelne Politikfelder Landesfachausschüsse, in denen die an diesen Themen interessierten Mitglieder der FDP Hamburg mitarbeiten können.
Bis 2014 wurde der Landesparteitag, der den Landesvorstand wählt und inhaltliche Beschlüsse, wie zum Beispiel über das Wahlprogramm, fasst, aus 121 Delegierten gebildet, die von der Basis in den Kreisverbänden gewählt wurden. Durch Satzungsänderungsbeschluss des Parteitages am 8. November 2014 wurde das Delegiertensystem abgeschafft und in der Parteitag eine Mitgliederversammlung, an der jedes Parteimitglied stimmberechtigt teilnehmen kann, umgewandelt.
Der Landesvorstand besteht aus dem Landesvorsitzenden, vier stellvertretenden Landesvorsitzenden, dem Landesschatzmeister und derzeit 15 Beisitzern. Die sieben Bezirksverbände, die Jungen Liberalen Hamburg und die Liberalen Frauen Hamburg haben dabei jeweils das Vorschlagsrecht für einen der Beisitzerposten.

### Mitgliederzahlen
- Nov. 1945: gut 2.000[68]
- 1946: 6.742[69]
- 1948: knapp 8.000[70]
- 1950: 4.350[71]
- 1955: ca. 4000[72]
- 1960: 2.707[71]
- 1965: 2.418[71]
- 1970: 1.954[73]
- 1975: 2.261[74]
- 1980: 2.330[71]
- 1985: 1.427[71]
- 1990: 1.987[71]
- 2000: 1.133[75]
- 2001: 1.228[76]
- 2005: 1.364[77]
- 2011: 1.296[78]
- 2013: 1.094[79]
- 2018: 1.449[80]
- 2019: 1.518[81]
- 2020: 1.570[82]
- 2021: 1.639
- 2024: 1.984[83]

### Landesvorsitzende
| Amtsjahre | Vorsitzender             | Bild |
| 1945/46   | Christian Koch           |      |
| 1946–1958 | Willy Max Rademacher     |      |
| 1958–1966 | Edgar Engelhard          |      |
| 1966–1969 | Willy Max Rademacher     |      |
| 1969–1975 | Hermann Ferdinand Arning |      |
| 1975–1980 | Helga Schuchardt         |      |
| 1980–1983 | Klaus Brunnstein         |      |
| 1983–1985 | Peter-Heinz Müller-Link  |      |
| 1985–1987 | Ingo von Münch           |      |
| 1987–1993 | Robert Vogel             |      |

| Amtsjahre | Vorsitzender          | Bild |
| 1993–1995 | Rainer Funke          |      |
| 1995–1996 | Hans-Joachim Widmann  |      |
| 1996–1997 | Arnd Brummer          |      |
| 1997      | Frank-Michael Wiegand |      |
| 1997–1999 | Rainer Funke          |      |
| 1999–2001 | Kurt Hansen           |      |
| 2001      | Rudolf Lange          |      |
| 2001–2003 | Reinhard Soltau       |      |
| 2004–2006 | Leif Schrader         |      |
| 2006–2007 | Wieland Schinnenburg  |      |

| Amtsjahre | Vorsitzende/r  | Bild |
| 2007–2008 | Hinnerk Fock   |      |
| 2009–2012 | Rolf Salo      |      |
| 2012–2014 | Sylvia Canel   |      |
| 2014–2021 | Katja Suding   |      |
| 2021–2023 | Michael Kruse  |      |
| 2023–2025 | Sonja Jacobsen |      |

Ehrenvorsitzende:
- Willy Max Rademacher, 1969.
- Emilie Kiep-Altenloh, 1972.
- Peter-Heinz Müller-Link, 1986.

### Landesvorstand
Der Landesvorstand besteht seit dem 123. Landesparteitag vom 13. April 2025 aus folgenden Personen:
- Landesvorsitzender: Finn Ole Ritter
- Stellvertretende Landesvorsitzende: Ria Schröder, Sami Musa, Daniel Oetzel
- Schatzmeister: Alexander Fröhlich von Elmbach
- Beisitzer: Dian Diaman, Timo Fischer, Martina Gruhn-Bilic, Carolin Hümpel, Michael Kruse, Julius Möller, Bo Müller, Fabienne Neumann, Ben Schogs, Ron Schumacher, Kristina von Ehren, Gert Wöllmann

## Fraktionsvorsitzende in der Bürgerschaft
| Amtsjahre | Fraktionsvorsitzender                                                  | Bild |
| 1946–1949 | Eduard Wilkening                                                       |      |
| 1949–1953 | Edgar Engelhard                                                        |      |
| 1953–1957 | Anton Leser, Vorsitzender der FDP-Gruppe in der Hamburg-Block-Fraktion |      |
| 1957–1961 | Peter-Heinz Müller-Link                                                |      |
| 1961–1966 | Alfred Frankenfeld                                                     |      |
| 1966–1974 | Peter-Heinz Müller-Link                                                |      |
| 1974–1977 | Gerhard Moritz Meyer                                                   |      |
| 1977–1978 | Maja Stadler-Euler                                                     |      |
| 1978–1987 | nicht in der Bürgerschaft vertreten                                    |      |

| Amtsjahre | Fraktionsvorsitzende/r                                  | Bild |
| 1987      | Wilhelm Rahlfs                                          |      |
| 1987–1991 | Frank-Michael Wiegand                                   |      |
| 1991–1993 | Reinhard Soltau                                         |      |
| 1993–2001 | nicht in der Bürgerschaft vertreten                     |      |
| 2001      | Rudolf Lange                                            |      |
| 2001–2004 | Burkhardt Müller-Sönksen                                |      |
| 2004–2011 | nicht in der Bürgerschaft vertreten                     |      |
| 2011–2017 | Katja Suding                                            |      |
| 2017–2020 | Michael Kruse und Anna-Elisabeth von Treuenfels-Frowein |      |
| 2020–2025 | nicht in Fraktionsstärke in der Bürgerschaft vertreten  |      |
| seit 2025 | nicht in der Bürgerschaft vertreten                     |      |

## Wahlergebnisse

### Hamburgische Bürgerschaft
Bei den Wahlen zur Hamburgischen Bürgerschaft erreichte die FDP in Hamburg folgende Ergebnisse:
| Wahl                                         | Stimmenanteil                | Sitze |
| Bürgerschaftswahl in Hamburg 1946            | 18,2 %                       | 07    |
| Bürgerschaftswahl in Hamburg 1949            | Kandidatur im Rahmen des VBH | 17    |
| Bürgerschaftswahl in Hamburg 1953            | Kandidatur im Rahmen des HB  | 18    |
| Bürgerschaftswahl in Hamburg 1957            | 08,6 %                       | 10    |
| Bürgerschaftswahl in Hamburg 1961            | 09,6 %                       | 12    |
| Bürgerschaftswahl in Hamburg 1966            | 06,8 %                       | 08    |
| Bürgerschaftswahl in Hamburg 1970            | 07,1 %                       | 09    |
| Bürgerschaftswahl in Hamburg 1974            | 10,9 %                       | 13    |
| Bürgerschaftswahl in Hamburg 1978            | 04,8 %                       | 0     |
| Bürgerschaftswahl in Hamburg 1982 (Juni)     | 04,9 %                       | 0     |
| Bürgerschaftswahl in Hamburg 1982 (Dezember) | 02,6 %                       | 0     |
| Bürgerschaftswahl in Hamburg 1986            | 04,8 %                       | 0     |

| Wahl                              | Stimmenanteil | Sitze |
| Bürgerschaftswahl in Hamburg 1987 | 06,5 %        | 08    |
| Bürgerschaftswahl in Hamburg 1991 | 05,4 %        | 07    |
| Bürgerschaftswahl in Hamburg 1993 | 04,2 %        | 0     |
| Bürgerschaftswahl in Hamburg 1997 | 03,5 %        | 0     |
| Bürgerschaftswahl in Hamburg 2001 | 05,1 %        | 06    |
| Bürgerschaftswahl in Hamburg 2004 | 02,8 %        | 0     |
| Bürgerschaftswahl in Hamburg 2008 | 04,8 %        | 0     |
| Bürgerschaftswahl in Hamburg 2011 | 06,7 %        | 09    |
| Bürgerschaftswahl in Hamburg 2015 | 07,4 %        | 09    |
| Bürgerschaftswahl in Hamburg 2020 | 04,9 %        | 01    |
| Bürgerschaftswahl in Hamburg 2025 | 02,3 %        | 0     |

Die FDP war 1945 bis 1949, 1953 bis 1966, 1970 bis 1978, 1987 bis 1991 und 2001 bis 2004 im Senat der Freien und Hansestadt Hamburg vertreten.

### Deutscher Bundestag
Bei den Wahlen zum Deutschen Bundestag erreichte die FDP in Hamburg folgende Ergebnisse:
| Wahl                | Stimmenanteil | Sitze |
| Bundestagswahl 1949 | 15,8 %        | 02    |
| Bundestagswahl 1953 | 10,3 %        | 02    |
| Bundestagswahl 1957 | 09,4 %        | 02    |
| Bundestagswahl 1961 | 15,7 %        | 03    |
| Bundestagswahl 1965 | 09,4 %        | 01    |
| Bundestagswahl 1969 | 06,3 %        | 01    |
| Bundestagswahl 1972 | 11,2 %        | 02    |
| Bundestagswahl 1976 | 10,2 %        | 01    |
| Bundestagswahl 1980 | 14,1 %        | 02    |
| Bundestagswahl 1983 | 06,3 %        | 0     |
| Bundestagswahl 1987 | 09,6 %        | 01    |

| Wahl                | Stimmenanteil | Sitze |
| Bundestagswahl 1990 | 12,0 %        | 02    |
| Bundestagswahl 1994 | 07,2 %        | 01    |
| Bundestagswahl 1998 | 06,5 %        | 01    |
| Bundestagswahl 2002 | 06,8 %        | 01    |
| Bundestagswahl 2005 | 09,0 %        | 01    |
| Bundestagswahl 2009 | 13,2 %        | 02    |
| Bundestagswahl 2013 | 04,8 %        | 0     |
| Bundestagswahl 2017 | 10,8 %        | 02    |
| Bundestagswahl 2021 | 11,4 %        | 02    |
| Bundestagswahl 2025 | 04,3 %        | 0     |

Bundestagsabgeordnete:
- Klaus Brunnstein (1983, nachgerückt für Helga Schuchardt)
- Sylvia Canel (2009–2013)
- Rolf Dahlgrün (1957–1969)
- Rainer Funke (1980–1983, 1987–2005)
- Emilie Kiep-Altenloh (1961–1965)
- Victor Kirst (1969–1976)
- Michael Kruse (2021–2025)
- Burkhardt Müller-Sönksen (2005–2013)
- Willy Max Rademacher (1949–1965)
- Hermann Schäfer (1949–1957, ab 1956 FVP, ab 1957 DP/FVP)
- Wieland Schinnenburg (2017–2021)
- Ria Schröder (2021–2025)
- Helga Schuchardt (1972–1983, ab 1982 fraktionslos, 1983 Mandat niedergelegt)
- Katja Suding (2017–2021)
- Cornelia von Teichman und Logischen (1990–1994)

### Europaparlament
Bei den Wahlen zum Europaparlament erreichte die FDP in Hamburg folgende Ergebnisse:
| Wahl            | Stimmenanteil |
| Europawahl 1979 | 06,3 %        |
| Europawahl 1984 | 04,9 %        |
| Europawahl 1989 | 06,2 %        |
| Europawahl 1994 | 03,7 %        |
| Europawahl 1999 | 03,3 %        |

| Wahl            | Stimmenanteil |
| Europawahl 2004 | 05,5 %        |
| Europawahl 2009 | 11,1 %        |
| Europawahl 2014 | 03,7 %        |
| Europawahl 2019 | 05,6 %        |
| Europawahl 2024 | 07,0 %        |

Seit 2019 gehört mit Svenja Hahn erstmals ein Mitglied der FDP Hamburg dem Europaparlament an.

## Archiv
Die Unterlagen der FDP Hamburg wurden 2013 vom Staatsarchiv Hamburg an das Archiv des Liberalismus der Friedrich-Naumann-Stiftung für die Freiheit in Gummersbach abgegeben.